# Hume Cronyn
Hume Cronyn, cujo nome completo é Hume Blake Cronyn (London, Ontário, 18 de julho de 1911 — Fairfield, Connecticut, 15 de junho de 2003), foi um ator, produtor e diretor canadense, radicado nos Estados Unidos da América.
Hume Cronyn fez sua estreia nos palcos em 1931, com a peça Up Pops the Devil. Sua notável versatilidade lhe deu uma consistente galeria de personagens no teatro até que, em 1943, fez a estreia no cinema com A sombra de uma dúvida, de Alfred Hitchcock, com quem ele atuou também em Um barco e nove destinos.
Cronyn atuou no cinema por 50 anos, em papéis principais ou secundários. Participou de grandes filmes, como O fantasma da ópera, O destino bate à sua porta, Cleópatra, Dizem que é pecado e Ninho de cobras.
Teve apenas uma indicação ao Óscar de melhor ator (coadjuvante/secundário), por A Sétima Cruz, mas não levou a estatueta. Em sua coleção de prêmios, tinha três Emmys, o prêmio máximo da televisão nos Estados Unidos.
Foi casado por 52 anos com a também atriz Jessica Tandy. Morreu aos 91 anos de idade, em consequência de câncer de próstata.

## Filmografia

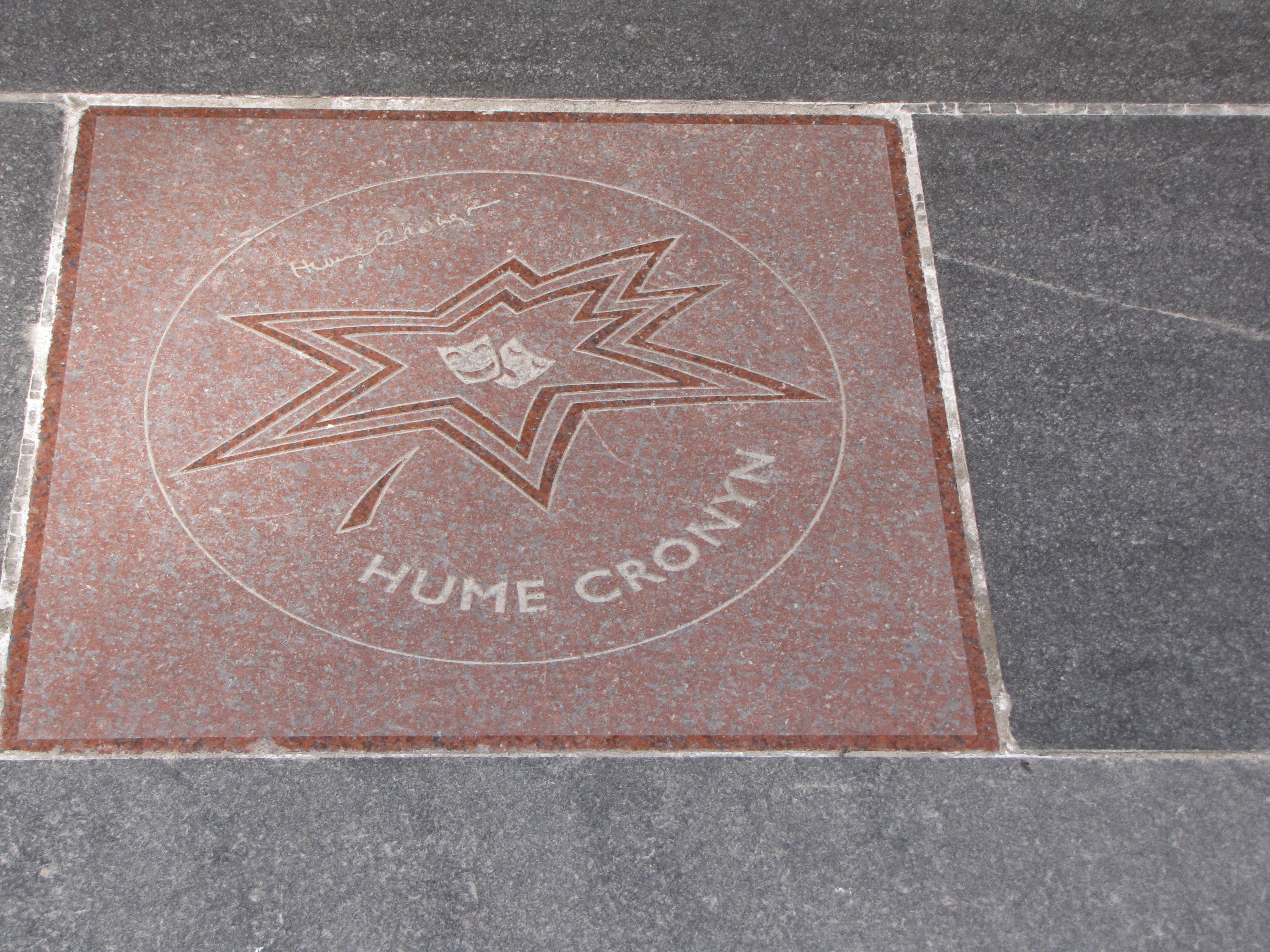
Estrela de Hume Cronyn na Calçada da Fama do Canadá.

- 2000 - Minha Vida na Outra Vida (Yesterday's Children)
- 1999 - Habitantes do Mar ( Sea People)
- 1998 - Angel Passing
- 1997 - Doze Homens e Uma Sentença (12 Angry Men)
- 1996 - As filhas de Marvin (Marvin's Room)
- 1994 - Camilla (Camilla)
- 1993 - O dossiê pelicano (The Pelican Brief)
- 1991 - Christmas On Division Street
- 1988 - Cocoon 2 - O regresso (Cocoon: The Return)
- 1987 - O milagre veio do espaço (*batteries not included)
- 1985 - Cocoon (Cocoon)
- 1985 - Chuva de milhões (Brewster's Millions)
- 1984 - Vítimas do Desconhecido (Impulse)
- 1982 - O mundo segundo Garp (The World According to Garp)
- 1981 - Amantes & finanças (Rollover)
- 1981 - Uma estrada muito louca (Honky Tonk Freeway)
- 1974 - A trama (The Parallax View)
- 1974 - Conrack (Conrack)
- 1970 - Ninho de cobras (There Was a Crooked Man...)
- 1969 - Movidos pelo ódio (The Arrangement)
- 1969 - Uma certa casa em Chicago (Gaily, Gaily)
- 1964 - Hamlet (Hamlet)
- 1963 - Cleópatra (Cleopatra)
- 1960 - Sunrise at Campobello
- 1956 - Crowded Paradise
- 1951 - Dizem que é pecado (People Will Talk)
- 1949 - O bom velhinho (Top o' the Morning)
- 1948 - Anjos sem asas (The Bride Goes Wild)
- 1947 - Brutalidade (Brute Force)
- 1947 - The Beginning or the End
- 1946 - Uma carta para Evie (A Letter for Evie)
- 1946 - O destino bate à sua porta (The Postman Always Rings Twice)
- 1946 - Anos de ternura (The Green Years)
- 1946 - Ziegfeld Follies
- 1945 - The Sailor Takes a Wife
- 1945 - Main Street After Dark
- 1944 - A sétima cruz (The Seventh Cross)
- 1944 - Um barco e nove destinos (Lifeboat)
- 1943 - The Cross of Lorraine
- 1943 - O fantasma da ópera (Phantom of the Opera)
- 1943 - A sombra de uma dúvida (Shadow of a Doubt)